# ادر ویلارشو
ادر ویلارشو (انگلیسی: Eder Vilarchao؛ زادهٔ ۹ فوریهٔ ۱۹۹۰) بازیکن فوتبال اهل اسپانیا است.
از باشگاه‌هایی که در آن بازی کرده‌است می‌توان به باشگاه فوتبال رئال بتیس اشاره کرد.